# Dinichthys
Dinichthys herzeri
Genre
Espèce
Dinichthys herzeri est un genre éteint de placoderme, il ressemblait à un autre placoderme,  Dunkleosteus.